# Plagiomnium maximoviczii
Plagiomnium maximoviczii är en bladmossart som beskrevs av T. Koponen 1968. Plagiomnium maximoviczii ingår i släktet praktmossor, och familjen Mniaceae. Inga underarter finns listade i Catalogue of Life.